# 大久保白村
大久保 白村（おおくぼ はくそん、1930年3月27日-）は俳人。東京都生まれ。本名は泰治。日本伝統俳句協会副会長、元・東京都俳句連盟会長。「ホトトギス」、「玉藻」同人。父も俳人で初代海上保安庁長官の政治家、大久保武雄（俳号・橙青）。

## 略歴
1930年、蕉門の俳人、大久保長水（八左衛門宗雅）を先祖に持つ大久保家、大久保武雄の子として東京都に生まれる。学生時代より父親の影響で高濱虚子の「ホトトギス」や水原秋桜子の「馬酔木」、富安風生の「若葉」に投句。立教大学経済学部卒業後、1952年、富士銀行に入行。同行の職場句会がきっかけで風生に師事、後に「ホトトギス」、星野立子の「玉藻」同人となる。父とともに日本伝統俳句協会の設立に尽力し後年、父と同じ副会長となる。「こゑの会」主宰。虚子記念文学館理事、東京都俳句連盟会長（2017年、有馬朗人に譲り退任）、国際俳句交流協会副会長、日本詩歌句協会理事を歴任。日本文藝家協会会員。
2019年、第6回与謝蕪村賞、第6回俳句四季特別賞受賞。

## 句集
- 『おないどし』（玉藻社・1998年7月）
- 『翠嶺』（角川書店・1998年8月）
- 『山桜』（日本伝統俳句協会・1999年3月）
- 『梅二月』（角川書店・2000年4月）
- 『月の兎』（角川書店・2003年9月）
- 『精霊蜻蛉』（角川学芸出版・2008年）
- 『中道俳句』（本阿弥書店・2012年9月）
- 『正義仁愛』（東京四季出版 ・2013年4月）
- 『「朝」の四季』（本阿弥書店・2013年7月）
- 『門前の小僧』（竹頭社・2013年11月）
- 『続・中道俳句』（本阿弥書店・2014年11月）

## 編纂
- 『大久保武雄－橙青－日記 昭和六十二年・六十三年より』（北溟社・2011年9月）
- 『大久保武雄－橙青－日記 昭和五十九年・六十年より』（北溟社・2013年6月）
- 『大久保武雄－橙青－日記 昭和六十一年・六十四年より』（北溟社・2013年11月）
- 『大久保武雄－橙青－日記 昭和五十七年・五十八年より』（北溟社・2015年1月）
- 『大久保武雄－橙青－日記 昭和五十五年・五十六年より』（北溟社・2016年5月）